# Лютоголово
Лютоголово — деревня в северной части Порховского района Псковской области. Входит в состав сельского поселения «Дубровенская волость».
Расположена в 35 км к северо-западу от города Порхов.
Численность населения деревни на конец 2000 года составляла 12 человек.